# Pippin II av Akvitanien
Pippin II av Akvitanien, död 864, var kung av Akvitanien mellan 838 och 864.
Pippin II var sonson till Ludvig den fromme och härskade mellan 838 till 848. Han blev avsatt år 848 efter att ha misslyckas med att slå tillbaka vikingaräden mot Bordeaux 848. Han blev försatt i fångenskap i ett kloster och flydde först 857 då han i sällskap med vikingar från Loire för att få tillbaka sitt rike. Han deltog i härjningar av byar och städer inklusive Poitiers och det ryktades om att han hade övergivit kristendomen och börjat tillbedja vikingarnas gudar istället. Pippin II blev tillfångatagen och avrättad år 864.